# Morelli Edit
Morelli Edit (Budapest, 1940. április 12. – 2020. december 7.) Ferenczy Noémi-díjas magyar zománcművész. Dédapja Morelli Gusztáv (1848–1909) képzőművész.

## Életrajza
A budapesti Képzőművészeti Gimnáziumban 1958-ban végzett. Legfontosabb mestere Xantus Gyula volt, később művészeti tanulmányokat folytatott a Xantus Gyula vezette szabadiskolában. Mesterének tekintette Tamás Ervint is. Eleinte festett és grafikákat készített. 1973-tól foglalkozott zománcfestéssel és a tűzzománc technikával. A nyírbátori alkotóház nyári zománcművészeti alkotótelepeinek vezetője volt 1986–1993 között és részt vett a kecskeméti alkotótáborban is. 2003-ban állami művészeti díjat kapott, 1969–2008 között számos kiállítási díjat kapott.

## Válogatott zománcok
- Életfa (1977, Öcsöd)

## Válogatott kiállítások
Egyéni
- Budapest (1971, 1993, 1999, 2001, 2009)
- Kecskemét (1976, 1997)
- Szeged (1983, 1989)
- Helsinki (1998)
- Tallinn (1999)
- Keszthely (2005)

Csoportos
- Salgótarján (1973, 1975)
- Kecskemét, (1975, 1985, 1994, 1997–2009)
- Buenos Aires, Brazíliaváros (1977)
- Limoges (1978, 1980, 1984)
- Budapest (1984, 1997–2009)
- Laval (1986)
- Erfurt (1999)
- Budapesti Műcsarnok (2001)
- Keszthely (2002, 2004, 2006, 2008)

## Kiválasztott tanítványok
- Nagy Margit Gy.

## Elismerései
- Országos Festészeti Kiállítás, Műcsarnok, Budapest (1969)
- Népművészet Szellemében II. díj, Kalocsa (1975)
- XX. Nemzetközi Zománcművészeti Alkotótelep Nagydíj (1994)
- Víz és Fény Országos Kiállítás I. díj, Keszthely (2002)
- Ferenczy Noémi-díj (2003)
- Tűzzománcművészek Magyar Társasága, Tűzdíj (2003)
- Szent Adalbert-díj (2007)

## Fordítás
Ez a szócikk részben vagy egészben  az   Edit Morelli című eszperantó Wikipédia-szócikk ezen változatának fordításán alapul.  Az eredeti cikk szerkesztőit annak laptörténete sorolja fel. Ez a jelzés csupán a megfogalmazás eredetét és a szerzői jogokat jelzi, nem szolgál a cikkben szereplő információk forrásmegjelöléseként.